# Hormathia spinosa
Hormathia spinosa is een zeeanemonensoort uit de familie Hormathiidae.
Hormathia spinosa is voor het eerst wetenschappelijk beschreven door Hertwig in 1882.